# 达尼·南多尔
达尼·南多尔（匈牙利語：Dáni Nándor，1871年5月30日—1949年12月31日），生于布达佩斯，匈牙利男子田径运动员。他曾代表匈牙利参加1896年夏季奥林匹克运动会田径比赛，获得男子800米银牌。